# 萊昂·里斯帕爾
莱昂·里斯帕尔（法語：Léo Rispal，2000年8月3日— ）是一名法国童星歌手，他曾在2009年获得法国电视真人秀节目《明星學校》第二季冠军。